# Німецький текстовий архів
Німе́цький те́кстовий архі́в (нім. Deutsches Textarchiv, DTA) — цифровий текстовий архів у Німеччині, в Берлінсько-Бранденбурзькій академмії наук. Заснований 2007 року. Фундований Німецьким науково-дослідницьким співтовариством. Охоплює тексти з різних сфер, що написані німецькою мовою й датовані від 1600 до 1900 року.